# Odorrana splendida
Espèce
Odorrana splendida est une espèce d'amphibiens de la famille des Ranidae.

## Répartition
Cette espèce est endémique des îles Amami dans l'archipel Nansei au Japon. 

## Publication originale
- Kuramoto, Satou, Oumi, Kurabayashi & Sumida, 2011 : Inter- and intra-island divergence in Odorrana ishikawae (Anura, Ranidae) of the Ryukyu Archipelago of Japan, with description of a new species. Zootaxa, no 2767, p. 25-40.